# Гофман, Михаил Александрович
Михаил Александрович Гофман (1886 — ?) — военный инженер-механик, участник Первой мировой и Гражданской войн, капитан 2 ранга, Георгиевский кавалер.

## Биография
Гофман Михаил Александрович родился 6 сентября 1886 года.
В 1911 году окончил механическое отделение Морского Инженерного училища и произведён в подпоручики.
Проходил службу на кораблях Черноморского флота. Во время Первой мировой войны служил старшим судовым механиком эскадренного миноносца «Гневный». В боях был ранен.
1 января 1915 года «За отличия в делах против неприятеля» был произведён в инженер-механики лейтенанты.
19 октября 1915 года за участие в бою против немецкого крейсера «Бреслау» был награждён Георгиевским оружием «За храбрость» .

«…и.д. старшего судового механика эскадренного миноносца „Гневный“ Михаил Гофман, который доблестной и самоотверженной деятельностью с явной для себя опасностью исправил происшедшие во время боя с неприятельским крейсером повреждения трубопроводов и механизмов эскадренного миноносца „Гневный“, чем дал возможность миноносцу выйти из опасного положения…»— Из протокола заседания Георгиевской Думы Черноморского флота от 10.08.1915.
Затем М. А. Гофман проходил службу на бронепалубном крейсере «Кагул» (переименован в «Очаков»).
В Гражданскую войну находился в белом Черноморском флоте в составе Вооружённых сил Юга России до эвакуации из Крыма.
В 1920 году капитан 2 ранга Гофман в составе Русской эскадры эвакуировался в Бизерту.
В 1920—1922 годы проходил службу старшим механиком на большом линейном корабле «Георгий Победоносец».
В декабре 1921 года читал лекции и делал сообщения экипажам Русской эскадры на темы: «Великий научный переворот», «Теория Эйнштейна», «Материальная культура и богатство народов». 29 июля 1922 года на транспорте «Якут» прочёл лекцию «О мировом значении нефти».
В 20-е годы переехал в Марокко, работал над сооружением порта в Кенитре (Порт-Лиоте).
Дальнейшая судьба не известна.

## Семья
- Жена — Гофман (урождённая Кондратьева) Вера (1988, СПб −1966), в 1920-е годы предприниматель в Северной Африке.
- Сестра — Гофман Вера. По мужу Новикова, эмигрировала вместе с братом.